# Niclas Alexandersson
Niclas Alexandersson (* 29. prosince 1971 Vessingebro) je švédský bývalý fotbalový záložník a reprezentant.

## Reprezentační kariéra
Debut v A-týmu Švédska absolvoval v roce 1993 v zápase proti Rakousku. Mistrovství světa v Německu bylo už jeho čtvrtým mistrovstvím světa, kterého se zúčastnil. Hrál i na Olympijských hrách v Barceloně v roce 1992 a na fotbalovém mistrovství světa juniorů v roce 1991.